# جيسي ليفان
جيسي ليفان (بالإنجليزية: Jesse Levan)‏ هو لاعب كرة قاعدة أمريكي، ولد في 15 يوليو 1926 في ريدينغ في الولايات المتحدة، وتوفي بنفس المكان في 30 نوفمبر 1998.

## وصلات خارجية
- جيسي ليفان على موقعبيزبول رفرنس.كوم (الدوري الرئيسي) (الإنجليزية)
- جيسي ليفان على موقعبيزبول رفرنس.كوم (الدوري الثانوي) (الإنجليزية)
- جيسي ليفان على موقع جمعية أبحاث البيسبول الأمريكية (الإنجليزية)